# Anastasija Myskina
Anastasija Andreevna Myskina (in russo Анастасия Андреевна Мыскина?; Mosca, 8 luglio 1981) è un'allenatrice di tennis ed ex tennista russa.

## Biografia
Anastasia Myskina divenne professionista nel 1998 dopo un ottimo passato da allieva e da dilettante. Da quel momento la sua scalata al vertice del ranking WTA fu inarrestabile: 500ª nel 1998, tra le prime cento nel 1999, tra le prime venti nel 2002 e tra le prime dieci un anno dopo.
Tra i tanti prestigiosi successi ottenuti dalla Myskina spicca il Roland Garros conquistato nel 2004 (primo trionfo in un torneo del Grande Slam) dopo una finale tutta russa contro Elena Dement'eva vinta facilmente 6-2, 6-1. Prima russa ad ottenere la vittoria agli Open di Francia, nello stesso anno conquistò anche il primo posto della Fed Cup (l'equivalente femminile della Coppa Davis) con la Russia al termine di una drammatica finale vinta proprio contro le transalpine.

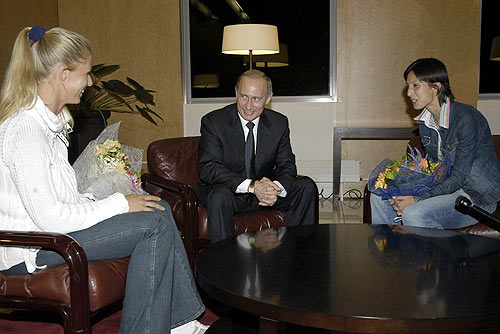
Anastasija Myskina e la collega Elena Dement'eva ricevute dal Presidente della Russia Vladimir Putin nel 2004

La tennista russa è diventata numero 2 della classifica del circus femminile il 13 settembre del 2004. Questa posizione non è stata confermata a fine anno, dove la Myskina si è dovuta "accontentare" della terza piazza e della conquista del titolo di campionessa degli International Tennis Federation.
Tra i tanti record positivi collezionati da lei, ce n'è anche uno negativo: è stata la prima campionessa in carica del Roland Garros a perdere al primo turno l'anno seguente nello stesso torneo. È successo al Roland Garros del 2005, dove è stata battuta dalla spagnola María Antonia Sánchez Lorenzo in tre set (4-6, 6-4, 0-6).

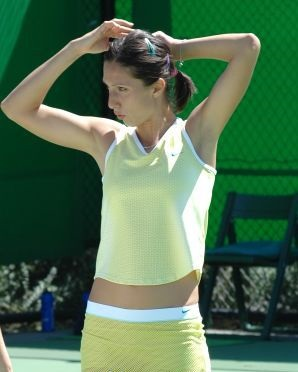
Anastasija Myskina agli Australian Open 2005

Il 2005 fu un anno molto povero di successi per la russa, fatta eccezione per la vittoria al torneo di Kolkata.
Anastasia Myskina ha vinto il suo 300º incontro in carriera durante il torneo di Wimbledon, allorché sconfisse ai sedicesimi di finale Jelena Janković. Nel torneo arrivò fino ai quarti (soprattutto dopo il successo ottenuto contro l'amica e connazionale Elena Dement'eva), ma fu sconfitta ai quarti dalla francese Amélie Mauresmo.
Successivamente ha partecipato alla semifinale di Fed Cup Russia-Stati Uniti d'America, rendendosi protagonista della vittoria delle russe grazie anche ai suoi successi contro Venus Williams (5-7, 6-4, 6-2 il punteggio) e Jill Craybas (6-2, 6-4): era la prima volta che la Russia batteva gli USA durante una sfida diretta a tennis. In finale Myskina e compagne avranno la meglio sulle colleghe francesi.
Ritornata sui campi da tennis nel 2006 raggiunge 3 finali (Istanbul, Eastbourne e Stoccolma) e i quarti a Wimbledon ma dopo la finale di Stoccolma si infortuna in modo serio all'alluce che le condizionerà il finale di stagione e tutto il 2007. Infatti nel 2007 prende parte solo a 2 tornei (perdendo al primo turno in entrambe le competizioni) e non partecipa ad nessun altro torneo e la sua classifica sprofonda. Nel frattempo diventa una star della televisione russa, conducendo un programma sportivo sul calcio. 
Nel dicembre 2007 comunica di essere incinta e il 28 aprile 2008 ha dato alla luce il suo primo figlio, un maschio che ha chiamato Zhenya. Nel 2010 ha avuto un secondo figlio, Georgiy, e il 1º marzo 2012 ne è arrivato un terzo di nome Pavel.

## Curiosità
- Nell'agosto del 2004 la rivista per uomini GQ pubblicò alcune sue foto senza veli, peraltro già diffuse dal quotidiano russo Medved, senza il suo consenso. La Myskina intentò una causa legale contro GQ ed ottenne in prima istanza un risarcimento di 8 milioni di dollari per danni morali. Tuttavia, nel luglio del 2005, un giudice cancellò la precedente sentenza affermando che la Myskina aveva firmato un contratto in cui dava la sua disponibilità a far pubblicare foto in cui lei appariva nuda. La tennista russa si è giustificata dicendo che c'erano degli errori di traduzione (dall'inglese al russo) nel contratto. Il 19 giugno del 2005 il giudice distrettuale Michael Mukasey ha stabilito che la tennista russa non può fermare la pubblicazione delle sue foto in topless, dato che il contratto è valido (gli errori di traduzione erano stati commessi da lei stessa) essendo stato firmato da una persona maggiorenne. Da allora la Myskina si farà immortalare solo dal suo fotografo di fiducia

## Statistiche

### Singolare

#### Vittorie (10)
| Legenda               |
| --------------------- |
| Grande Slam (1)       |
| Ori Olimpici (0)      |
| WTA Championships (0) |
| Tier I (2)            |
| Tier II (3)           |
| Tier III (2)          |
| Tier IV (2)           |
| Tier V (0)            |

| N.  | Data              | Torneo                                       | Superficie    | Avversaria in finale | Punteggio        |
| 1.  | 18 luglio 1999    | Internazionali Femminili di Palermo, Palermo | Terra rossa   | Ángeles Montolio     | 3-6, 7-6(3), 6-2 |
| 2.  | 14 settembre 2002 | Brasil Open, Bahia                           | Cemento       | Eléni Daniilídou     | 6-3, 0-6, 6-2    |
| 3.  | 16 febbraio 2003  | Qatar Ladies Open, Doha                      | Cemento       | Elena Lichovceva     | 6-3, 6-1         |
| 4.  | 6 aprile 2003     | Sarasota Clay Court Classic, Sarasota        | Terra verde   | Alicia Molik         | 6-4, 6-1         |
| 5.  | 28 settembre 2003 | Sparkassen Cup, Lipsia                       | Sintetico (i) | Justine Henin        | 3-6, 6-3, 6-3    |
| 6.  | 5 ottobre 2003    | Kremlin Cup, Mosca                           | Sintetico (i) | Amélie Mauresmo      | 6-2, 6-4         |
| 7.  | 7 marzo 2004      | Qatar Ladies Open, Doha (2)                  | Cemento       | Svetlana Kuznecova   | 4-6, 6-4, 6-4    |
| 8.  | 5 giugno 2004     | Open di Francia, Parigi                      | Terra rossa   | Elena Dement'eva     | 6-1, 6-2         |
| 9.  | 17 ottobre 2004   | Kremlin Cup, Mosca (2)                       | Sintetico (i) | Elena Dement'eva     | 7-5, 6-0         |
| 10. | 25 settembre 2005 | Sunfeast Open, Calcutta                      | Sintetico (i) | Karolina Šprem       | 6-2, 6-2         |

#### Sconfitte (9)
| Legenda               |
| --------------------- |
| Grande Slam (0)       |
| Argenti Olimpici (0)  |
| WTA Championships (0) |
| Tier I (1)            |
| Tier II (4)           |
| Tier III (2)          |
| Tier IV (2)           |
| Tier V (0)            |

| N. | Data              | Torneo                                            | Superficie    | Avversaria in finale | Punteggio        |
| 1. | 16 giugno 2002    | DFS Classic, Birmingham                           | Erba          | Jelena Dokić         | 2-6, 3-6         |
| 2. | 22 giugno 2002    | International Women's Open, Eastbourne            | Erba          | Chanda Rubin         | 1-6, 3-6         |
| 3. | 29 settembre 2002 | Sparkassen Cup, Lipsia                            | Sintetico (i) | Serena Williams      | 3-6, 2-6         |
| 4. | 2 novembre 2003   | Advanta Championships of Philadelphia, Filadelfia | Cemento (i)   | Amélie Mauresmo      | 7-5, 0-6, 2-6    |
| 5. | 1º agosto 2004    | Acura Classic, San Diego                          | Cemento       | Lindsay Davenport    | 1-6, 1-6         |
| 6. | 14 agosto 2005    | Nordea Nordic Light Open, Stoccolma               | Cemento       | Katarina Srebotnik   | 5-7, 2-6         |
| 7. | 28 maggio 2006    | Istanbul Cup, Istanbul                            | Terra rossa   | Shahar Peer          | 6-1, 3-6, 6(3)-7 |
| 8. | 24 giugno 2006    | International Women's Open, Eastbourne (2)        | Erba          | Justine Henin        | 6-4, 1-6, 6(5)-7 |
| 9. | 13 agosto 2006    | Nordea Nordic Light Open, Stoccolma (2)           | Cemento       | Jie Zheng            | 4-6, 1-6         |

### Doppio

#### Vittorie (5)
| Legenda               |
| --------------------- |
| Grande Slam (0)       |
| Ori Olimpici (0)      |
| WTA Championships (0) |
| Tier I (1)            |
| Tier II (2)           |
| Tier III (2)          |
| Tier IV (0)           |
| Tier V (0)            |

| N. | Data              | Torneo                                 | Superficie    | Compagna           | Avversaria in finale                       | Punteggio     |
| 1. | 18 settembre 2004 | Commonwealth Bank Tennis Classic, Bali | Cemento (i)   | Ai Sugiyama        | Svetlana Kuznecova Arantxa Sánchez Vicario | 6-3, 7-5      |
| 2. | 16 ottobre 2004   | Kremlin Cup, Mosca                     | Sintetico (i) | Vera Zvonarëva     | Virginia Ruano Pascual Paola Suárez        | 6-3, 4-6, 6-2 |
| 3. | 24 settembre 2005 | Sunfeast Open, Calcutta                | Sintetico (i) | Elena Lichovceva   | Neha Uberoi Shikha Uberoi                  | 6-1, 6-0      |
| 4. | 8 ottobre 2005    | Porsche Tennis Grand Prix, Filderstadt | Cemento (i)   | Daniela Hantuchová | Květa Peschke Francesca Schiavone          | 6-0, 3-6, 7-5 |
| 5. | 6 maggio 2006     | Warsaw Open, Varsavia                  | Terra rossa   | Elena Lichovceva   | Anabel Medina Garrigues Katarina Srebotnik | 6-3, 6-4      |

#### Sconfitte (1)
| Legenda               |
| --------------------- |
| Grande Slam (0)       |
| Argenti Olimpici (0)  |
| WTA Championships (0) |
| Tier I (1)            |
| Tier II (0)           |
| Tier III (0)          |
| Tier IV (0)           |
| Tier V (0)            |

| N. | Data           | Torneo             | Superficie    | Compagna       | Avversaria in finale              | Punteggio |
| 1. | 4 ottobre 2003 | Kremlin Cup, Mosca | Sintetico (i) | Vera Zvonarëva | Nadia Petrova Meghann Shaughnessy | 3-6, 4-6  |

## Risultati in progressione
| Sigla | Risultato               |
| ----- | ----------------------- |
| V     | Vincitore               |
| F     | Finalista               |
| SF    | Semifinalista           |
| O     | Oro olimpico            |
| A     | Argento olimpico        |
| SF    | Bronzo olimpico         |
| QF    | Quarti di Finale        |
| 4T    | Quarto turno            |
| 3T    | Terzo turno             |
| 2T    | Secondo turno           |
| 1T    | Primo turno             |
| RR    | Round Robin             |
| LQ    | Turno di qualificazione |
| A     | Assente                 |
| ND    | Non disputato           |

| Legenda superfici    |
| -------------------- |
| Cemento              |
| Terra battuta        |
| Erba                 |
| Superficie variabile |

### Singolare
| Tournament             | 1999  | 2000  | 2001  | 2002  | 2003  | 2004  | 2005  | 2006  | 2007  | Titoli | V-S     | Totale |
| ---------------------- | ----- | ----- | ----- | ----- | ----- | ----- | ----- | ----- | ----- | ------ | ------- | ------ |
| Australian Open        | A     | A     | A     | 2T    | QF    | QF    | 4T    | 4T    | A     | 0 / 5  | 14–5    | N/A    |
| Open di Francia        | A     | 1T    | 1T    | 1T    | 2T    | V     | 1T    | 4T    | 1T    | 1 / 8  | 11–7    | N/A    |
| Wimbledon              | A     | 3T    | 2T    | 3T    | 4T    | 3T    | QF    | QF    | A     | 0 / 7  | 18–7    | N/A    |
| US Open                | 2T    | 1T    | 1T    | 3T    | QF    | 2T    | 3T    | 1T    | A     | 0 / 8  | 10–8    | N/A    |
| Titoli Grande Slam     | 0 / 1 | 0 / 3 | 0 / 3 | 0 / 4 | 0 / 4 | 1 / 4 | 0 / 4 | 0 / 4 | 0 / 1 | 1 / 28 | N/A     | N/A    |
| V-S Grande Slam        | 1–1   | 2–3   | 1–3   | 5–4   | 12–4  | 14–3  | 8–4   | 10–4  | 0–1   | N/A    | 53–27   | N/A    |
| WTA Tour Championships | A     | A     | A     | 1T    | 4T    | SF    | A     | A     | A     | 0 / 3  | 3–5     | N/A    |
| WTA Tier I             |       |       |       |       |       |       |       |       |       |        |         |        |
| Tokyo                  | A     | A     | A     | Q1    | A     | A     | A     | SF    | A     | 0 / 2  | 2–2     | N/A    |
| Indian Wells           | A     | 1T    | A     | 4T    | 2T    | SF    | SF    | 4T    | A     | 0 / 5  | 8–5     | N/A    |
| Miami                  | A     | 3T    | 1T    | 3T    | 2T    | A     | 4T    | QF    | A     | 0 / 6  | 8–6     | N/A    |
| Charleston             | A     | 2T    | 1T    | QF    | 2T    | A     | 2T    | A     | A     | 0 / 5  | 4–5     | N/A    |
| Roma                   | A     | A     | 1T    | 2T    | QF    | QF    | 2T    | 3T    | A     | 0 / 5  | 9–5     | N/A    |
| Berlino                | A     | A     | Q1    | 2T    | 2T    | QF    | 2T    | A     | A     | 0 / 5  | 2–5     | N/A    |
| San Diego              | A     | A     | A     | 3T    | A     | F     | A     | A     | A     | 0 / 2  | 5–2     | N/A    |
| Montréal/Toronto       | A     | 1T    | Q2    | 1T    | 3T    | SF    | SF    | 2T    | A     | 0 / 7  | 8–7     | N/A    |
| Mosca                  | 2T    | A     | SF    | 1T    | W     | W     | QF    | A     | A     | 2 / 9  | 18–7    | N/A    |
| Zurigo                 | A     | QF    | Q1    | 2T    | A     | A     | SF    | 1T    | A     | 0 / 5  | 9–5     | N/A    |
| Carriera               |       |       |       |       |       |       |       |       |       |        |         |        |
| Finali raggiunte       | 1     | 0     | 0     | 4     | 5     | 4     | 2     | 3     | 0     | N/A    | N/A     | 19     |
| Tornei vinti           | 1     | 0     | 0     | 1     | 4     | 3     | 1     | 0     | 0     | N/A    | N/A     | 10     |
| Cemento                | 4–4   | 3–7   | 2–3   | 19–11 | 15–8  | 27–10 | 14–8  | 13–10 | 0–1   | N/A    | 97–62   | N/A    |
| Cemento indoor         | 0–0   | 2–2   | 0–1   | 0–1   | 6–5   | 5–4   | 5–2   | 0–0   | 0–0   | N/A    | 18–15   | N/A    |
| Terra rossa            | 5–1   | 6–6   | 1–4   | 12–8  | 11–6  | 12–2  | 3–6   | 8–4   | 0–1   | N/A    | 58–38   | N/A    |
| Erba                   | 0–0   | 5–3   | 3–2   | 10–3  | 3–2   | 2–1   | 5–2   | 8–2   | 0–0   | N/A    | 36–15   | N/A    |
| Sintetico              | 1–1   | 0–0   | 5–2   | 6–5   | 11–1  | 9–1   | 9–2   | 2–1   | 0–0   | N/A    | 43–13   | N/A    |
| Totale carriera        | 10–6  | 16–18 | 11–12 | 47–28 | 46–22 | 55–18 | 36–20 | 31–17 | 0–2   | N/A    | 252–143 | N/A    |
| Ranking a fine anno    | 65    | 58    | 59    | 11    | 7     | 3     | 14    | 16    | 1038  | N/A    | N/A     | [2]    |